# Baraúna (Rio Grande do Norte)
Baraúna è un comune del Brasile nello Stato del Rio Grande do Norte, parte della mesoregione dell'Oeste Potiguar e della microregione di Mossoró.